# 이돈만
이돈만(李敦萬, 1948년 8월 9일~)은 대한민국의 정치인이다. 제13대 국회의원을 지냈다.

## 학력
- 순천고등학교 졸업
- 전남대학교 정치학과 학사

## 경력
- 한국민주협회의장
- 민청연합 미주본부 수석대표위원
- 한국인권문제연구소 필라델피아소장
- 제13대 국회의원(전남 광양군)
- 신민당 중앙정치연수원 부원장
- 통일국민당 동광양시.광양군 지구당 위원장

## 역대 선거 결과
|  | 56.44% |

|  | 1.78% |